# Dél-Tepoto
Dél-Tepoto vagy Ti Poto egy apró atoll a Dél-Csendes-óceánon. A terület politikailag Francia Polinéziához tartozik. Dél-Tepoto a Tuamotu-szigetek egyik alcsoportjának, a Raeffsky-szigeteknek a része. A Raeffsky szigetcsoport a Tuamotu szigetcsoport központi részén található. Dél-Tepoto a Reffsky-szigetek középső részén található, Tahititől 526 km-re keletre. A kör alakú atoll átmérője 3,8 km a területe 3 km². 2,5 km²-es, rendkívül mély lagúnájába szűk tengerszoros vezet az óceánból. Az atoll legközelebbi szomszédjai Hiti és Tuanake egyaránt 16 km-re fekszik északkeletre. Katiu atoll tőle 33 km-re fekszik északra.
Az atollon emberek nem élnek.

## Története
Dél-Tepoto atollt legelőször Louis-Antoine de Bougainville pillantota meg 1768-ban. Azonban a szigeten legelőször Fabian Gottlieb von Bellingshausen orosz világutazó járt 1820. július 15-én. Szintén a szigeten járt Charles Wilkes amerikai tengerész 1840. december 20-án.
A 19. században Makemo francia gyarmattá vált, amelyen ekkor élt néhány ember (1850 környékén).

## Közigazgatás
Makemo az önkormányzati település központja. Hozzá tartozik Haraiki, Raroia, Takume, Katiu, Taenga, Nihiru atollok és a lakatlan Észak-Marutea, Tuanake, Hiti, Dél-Tepoto atollok. A közigazgatási terület lakossága 1422 fő (2007).

## További információ
- Atoll lista (franciául) Archiválva 2004. október 26-i dátummal a Wayback Machine-ben